# Grammitis oosora
Grammitis oosora là một loài dương xỉ trong họ Polypodiaceae. Loài này được J.E.Burrows mô tả khoa học đầu tiên năm 1990.
Danh pháp khoa học của loài này chưa được làm sáng tỏ. 